# Bacem (Ponggok)
Bacem is een bestuurslaag in het regentschap Blitar van de provincie Oost-Java, Indonesië. Bacem telt 5571 inwoners (volkstelling 2010).